# Проспект Мира (Находка)
Проспект Ми́ра — улица в городе Находке. Проходит вдоль озера Солёного от Находкинского проспекта до Объездной дороги.
К проспекту примыкают Озёрный бульвар и бульвар Энтузиастов. Автомобильная магистраль на проспекте имеет 2 полосы в оба направления. Параллельно ей через зелёную зону проходит 2-полосная дорога-дублёр, призванная обеспечить разгрузку основной магистрали. На проспекте Мира расположены автобусные остановки «Центральный Рынок», «Аптека», «МЖК»; останавливаются городские автобусные маршруты № 5, 7, 9, 14, 16, 23. Имеется вертолётная площадка.
По воспоминаниям Щербаковой, которая жила в Находке с 1937 года, на месте проспекта Мира когда-то было болото, паслись коровы, и люди косили траву; Транзитка с бараками находилась ближе к станции Бархатной. Дорога была грунтовой, позднее забетонирована, в начале 2000-х гг. уложен асфальт. Согласно генеральному плану Находкинского городского округа 2010 года Проспект Мира входит в основной градостроительный узел с торгово-развлекательными функциями. Здесь планируется построить городской театр, гостиницу, развлекательный центр, гидропарк, спортивно-туристический центр гребли, детский парк аттракционов. Открытая площадка служит местом для размещения приезжего цирка и зоопарка.
Застройка проспекта представлена в основном типовыми 5-этажными панельными и кирпичными домами по правую сторону, возведёнными в 1980-е гг. На левой стороне в 2000-е гг. разместился бассейн, спорткомплекс и продуктовый супермаркет, большая часть территории остаётся зоной перспективной застройки.
Строения:
- Набережная реки Каменки
- Центральный рынок
- Гипермаркет «Дальторгсервис»
- Бассейн
- Спортивный комплекс «Мастерджим»
- Супермаркет «5+»